# Josef Hušbauer
Josef Hušbauer (Praga, 16 marzo 1990) è un calciatore ceco, centrocampista dello Spartakos Kitiou.

## Caratteristiche tecniche
Centrocampista con spiccate doti offensive, agisce dietro le punte da trequartista ma si sa muovere anche davanti alla difesa, è dotato di ottima tecnica di base ma soprattutto di un ottimo tiro dalla distanza. Uno dei suoi punti di forza è proprio l'ultimo passaggio, è quindi al contempo finalizzatore ed assist-man.

## Carriera

### Club
Husbauer cresce nelle giovanili dello Sparta Praga e del Vysocinae, gioca successivamente rispettivamente per il Viktoria Žižkov, il Příbram ed il Baník Ostrava.
Torna nel 2011 allo Sparta Praga ed è per lui la definitiva consacrazione, difatti nella stagione successiva l'allenatore Vítězslav Lavička vede in lui un potenziale talento e lo lancia in prima squadra; inizia così la sua parabola ascendente che lo porta, in 98 gare ufficiali disputate, a segnare 32 reti ed a fornire ben 24 assist. Nella stagione 2013-2014 fa registrare diciotto fondamentali segnature che hanno trascinato il suo club a vincere il campionato.
Il 12 gennaio 2015 si trasferisce al Cagliari in prestito con diritto di riscatto. Fa il suo esordio con la maglia rossoblù il 14 gennaio 2015 nella partita Parma-Cagliari valida per gli ottavi di finale di Coppa Italia, giocando titolare prima di essere sostituito da Godfred Donsah all'intervallo. Il 22 giugno 2015, dopo la retrocessione in Serie B del Cagliari, torna allo Sparta Praga.

### Nazionale
Ha esordito in nazionale maggiore il 15 agosto 2012 nella gara amichevole contro l'Ucraina terminata 0-0.

## Statistiche

### Presenze e reti nei club
Statistiche aggiornate al 14 gennaio 2016.
| Stagione               | Squadra                | Campionato             | Campionato | Campionato | Coppe nazionali | Coppe nazionali | Coppe nazionali | Coppe continentali | Coppe continentali | Coppe continentali | altre coppe | altre coppe | altre coppe | Totale | Totale |
| Stagione               | Squadra                | Comp                   | Pres       | Reti       | Comp            | Pres            | Reti            | Comp               | Pres               | Reti               | Comp        | Pres        | Reti        | Pres   | Reti   |
| ---------------------- | ---------------------- | ---------------------- | ---------- | ---------- | --------------- | --------------- | --------------- | ------------------ | ------------------ | ------------------ | ----------- | ----------- | ----------- | ------ | ------ |
| 2008-2009              | Viktoria Žižkov        | 1.liga                 | 16         | 0          | CRC             | -               | -               |                    | -                  | -                  |             | -           | -           | 16     | 0      |
| 2009                   | Viktoria Žižkov        | 2.liga                 | 7          | 0          | CRC             | -               | -               |                    | -                  | -                  |             | -           | -           | 7      | 0      |
| Totale Viktoria Žižkov | Totale Viktoria Žižkov | Totale Viktoria Žižkov | 23         | 0          |                 | -               | -               |                    | -                  | -                  |             | -           | -           | 23     | 0      |
| 2009-2010              | Příbram                | 1.liga                 | 22         | 4          | CRC             | 1               | 0               |                    | -                  | -                  |             | -           | -           | 23     | 4      |
| 2010-2011              | Baník Ostrava          | 1.liga                 | 24         | 2          | CRC             | -               | -               | EL                 | 4                  | 1                  |             | -           | -           | 28     | 3      |
| 2011                   | Baník Ostrava          | 1.liga                 | 2          | 1          | CRC             | -               | -               |                    | -                  | -                  |             | -           | -           | 2      | 1      |
| Totale Baník Ostrava   | Totale Baník Ostrava   | Totale Baník Ostrava   | 26         | 3          |                 | -               | -               |                    | 4                  | 1                  |             | -           | -           | 30     | 4      |
| 2011                   | Sparta Praga II        | 2.liga                 | 4          | 1          | CRC             | 0               | 0               | -                  | -                  | -                  |             | -           | -           | 4      | 1      |
| 2011-2012              | Sparta Praga           | 1.liga                 | 21         | 7          | CRC             | 7               | 3               | EL                 | -                  | -                  |             | -           | -           | 28     | 10     |
| 2012-2013              | Sparta Praga           | 1.liga                 | 26         | 4          | CRC             | 6               | 1               | EL                 | 11                 | 2                  |             | -           | -           | 43     | 7      |
| 2013-2014              | Sparta Praga           | 1.liga                 | 29         | 18         | CRC             | 5               | 2               | EL                 | 2                  | 0                  |             | -           | -           | 36     | 20     |
| 2014-gen. 2015         | Sparta Praga           | 1.liga                 | 9          | 3          | CRC             | 3               | 2               | CL+EL              | 3+4                | 0+1                | SRC         | 0           | 0           | 19     | 6      |
| gen.-giu. 2015         | Cagliari               | A                      | 2          | 0          | CI              | 1               | 0               |                    | -                  | -                  |             | -           | -           | 3      | 0      |
| 2015-2016              | Sparta Praga           | 1.liga                 | 12         | 1          | CRC             | 2               | 0               | CL+EL              | 1+4                | 0+1                | -           | -           | -           | 19     | 2      |
| Totale Sparta Praga    | Totale Sparta Praga    | Totale Sparta Praga    | 97         | 33         |                 | 23              | 8               |                    | 25                 | 4                  |             | 0           | 0           | 145    | 45     |
| Totale carriera        | Totale carriera        | Totale carriera        | 174        | 41         |                 | 25              | 8               |                    | 29                 | 5                  |             | 0           | 0           | 228    | 54     |

### Cronologia presenze e reti in nazionale
| Cronologia completa delle presenze e delle reti in nazionale ― Rep. Ceca | Cronologia completa delle presenze e delle reti in nazionale ― Rep. Ceca | Cronologia completa delle presenze e delle reti in nazionale ― Rep. Ceca | Cronologia completa delle presenze e delle reti in nazionale ― Rep. Ceca | Cronologia completa delle presenze e delle reti in nazionale ― Rep. Ceca | Cronologia completa delle presenze e delle reti in nazionale ― Rep. Ceca | Cronologia completa delle presenze e delle reti in nazionale ― Rep. Ceca | Cronologia completa delle presenze e delle reti in nazionale ― Rep. Ceca |
| Data                                                                     | Città                                                                    | In casa                                                                  | Risultato                                                                | Ospiti                                                                   | Competizione                                                             | Reti                                                                     | Note                                                                     |
| ------------------------------------------------------------------------ | ------------------------------------------------------------------------ | ------------------------------------------------------------------------ | ------------------------------------------------------------------------ | ------------------------------------------------------------------------ | ------------------------------------------------------------------------ | ------------------------------------------------------------------------ | ------------------------------------------------------------------------ |
| 15-8-2012                                                                | Leopoli                                                                  | Ucraina                                                                  | 0 – 0                                                                    | Rep. Ceca                                                                | Amichevole                                                               | -                                                                        | 84’                                                                      |
| 8-9-2012                                                                 | Copenaghen                                                               | Danimarca                                                                | 0 – 0                                                                    | Rep. Ceca                                                                | Qual. Mondiali 2014                                                      | -                                                                        | 89’                                                                      |
| 14-8-2013                                                                | Budapest                                                                 | Ungheria                                                                 | 1 – 1                                                                    | Rep. Ceca                                                                | Amichevole                                                               | -                                                                        | 66’                                                                      |
| 6-9-2013                                                                 | Praga                                                                    | Rep. Ceca                                                                | 1 – 2                                                                    | Armenia                                                                  | Qual. Mondiali 2014                                                      | -                                                                        | 49’                                                                      |
| 11-10-2013                                                               | Ta' Qali                                                                 | Malta                                                                    | 1 – 4                                                                    | Rep. Ceca                                                                | Qual. Mondiali 2014                                                      | -                                                                        |                                                                          |
| 15-10-2013                                                               | Sofia                                                                    | Bulgaria                                                                 | 0 – 1                                                                    | Rep. Ceca                                                                | Qual. Mondiali 2014                                                      | -                                                                        | 90+1’                                                                    |
| 5-3-2014                                                                 | Praga                                                                    | Rep. Ceca                                                                | 2 – 2                                                                    | Norvegia                                                                 | Amichevole                                                               | -                                                                        | 72’                                                                      |
| 21-5-2014                                                                | Helsinki                                                                 | Finlandia                                                                | 2 – 2                                                                    | Rep. Ceca                                                                | Amichevole                                                               | 1                                                                        | 78’                                                                      |
| 3-6-2014                                                                 | Olomouc                                                                  | Rep. Ceca                                                                | 1 – 2                                                                    | Austria                                                                  | Amichevole                                                               | -                                                                        | 89’                                                                      |
| 22-3-2017                                                                | Praga                                                                    | Rep. Ceca                                                                | 3 – 0                                                                    | Lituania                                                                 | Amichevole                                                               | -                                                                        | 51’                                                                      |
| 4-9-2017                                                                 | Belfast                                                                  | Irlanda del Nord                                                         | 2 – 0                                                                    | Rep. Ceca                                                                | Qual. Mondiali 2018                                                      | -                                                                        | 55’ 75’                                                                  |
| 5-10-2017                                                                | Baku                                                                     | Azerbaigian                                                              | 1 – 2                                                                    | Rep. Ceca                                                                | Qual. Mondiali 2018                                                      | -                                                                        | 48’                                                                      |
| 8-11-2017                                                                | Doha                                                                     | Islanda                                                                  | 1 – 2                                                                    | Rep. Ceca                                                                | Amichevole                                                               | -                                                                        | 62’                                                                      |
| 11-11-2017                                                               | Doha                                                                     | Qatar                                                                    | 0 – 1                                                                    | Rep. Ceca                                                                | Amichevole                                                               | -                                                                        | 62’                                                                      |
| 1-6-2018                                                                 | Sankt Pölten                                                             | Australia                                                                | 4 – 0                                                                    | Rep. Ceca                                                                | Amichevole                                                               | -                                                                        |                                                                          |
| 6-6-2018                                                                 | Schwechat                                                                | Nigeria                                                                  | 0 – 1                                                                    | Rep. Ceca                                                                | Amichevole                                                               | -                                                                        | 65’                                                                      |
| 6-9-2018                                                                 | Uherské Hradiště                                                         | Rep. Ceca                                                                | 1 – 2                                                                    | Ucraina                                                                  | UEFA Nations League 2018-2019 - 1º turno                                 | -                                                                        | 21’                                                                      |
| 10-9-2018                                                                | Rostov sul Don                                                           | Russia                                                                   | 5 – 1                                                                    | Rep. Ceca                                                                | Amichevole                                                               | -                                                                        | cap. 82’                                                                 |
| 7-9-2019                                                                 | Pristina                                                                 | Kosovo                                                                   | 2 – 1                                                                    | Rep. Ceca                                                                | Qual. Euro 2020                                                          | -                                                                        | 71’                                                                      |
| 14-10-2019                                                               | Praga                                                                    | Rep. Ceca                                                                | 2 – 3                                                                    | Irlanda del Nord                                                         | Amichevole                                                               | -                                                                        | cap. 66’                                                                 |
| 17-11-2019                                                               | Sofia                                                                    | Bulgaria                                                                 | 1 – 0                                                                    | Rep. Ceca                                                                | Qual. Euro 2020                                                          | -                                                                        | 71’                                                                      |
| Totale                                                                   |                                                                          | Presenze                                                                 | 21                                                                       |                                                                          | Reti                                                                     | 1                                                                        |                                                                          |

## Palmarès

### Club
- Campionato ceco: 2

Sparta Praga: 2013-2014
Slavia Praga: 2016-2017
- Coppa della Repubblica Ceca: 2

Sparta Praga: 2013-2014, 2017-2018
- Supercoppa della Repubblica Ceca: 1

Sparta Praga: 2014
- Coppa di Cipro: 1

Anorthōsis: 2020-2021

### Individuale
- Capocannoniere della 1. liga: 1

2013-2014 (18 gol)